# Hermanafried türingiai király
Hermanafried, vagy Irminfried, vagy Herminafried (? – 531) az utolsó türingiai király.
Édesapja Basinus után következett a trónra, megölte uralkodótársát és testvérét Berthart s Baderich ellen a frank királlyal, I. Theuderichhel szövetkezett, akinek e segítség fejében Thüringia egy részét hűbérül kötötte le. Mikor Baderich 516-ban elesett s Hermanafried nem tartotta meg ígéretét, I. Theoderich őt 530-ban Burgscheidungen mellett legyőzte és Zülpichben, ahová békealkudozások ürügyével hívta meg, 531-ben a vár fokáról lelökette. Birodalma északi részét a szászok, keleti részét a Frank Birodalom kapták meg. A monda szerint Hermanafriedet, mikor a vár fokáról lelökték, menekülés közben saját csatlósa ölte meg.